# Chardon d'Espagne
Scolymus hispanicus
Espèce
Classification phylogénétique

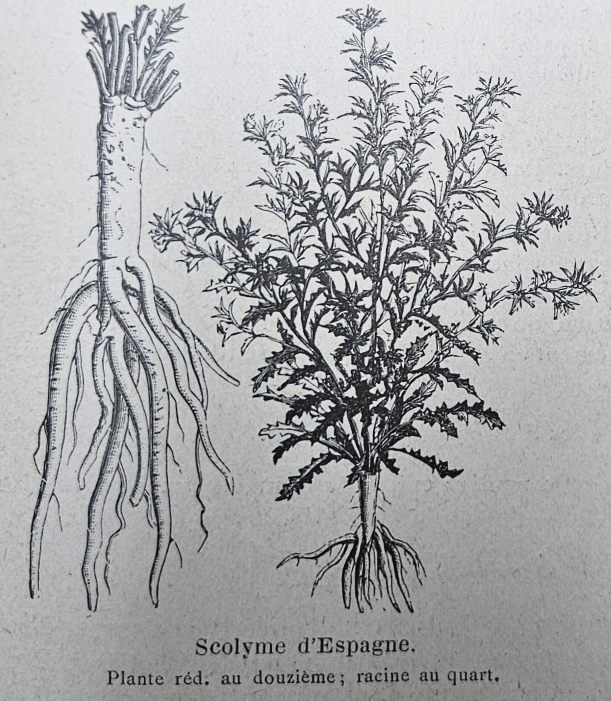
Illustration de Scolyme d'Espagne Scolymus esculentus dans Les plantes potagères Vilmorin 1925

Le Chardon d'Espagne, ou Scolyme d'Espagne (Scolymus hispanicus), est une espèce de plantes à fleurs de la famille des Astéracées (Composées). C'est une bisannuelle à feuilles et tiges épineuses, assez commune en terrain sec dans la région méditerranéenne.
Noms vernaculaires : chardon d'Espagne, cardon d'Espagne, scolyme d'Espagne, épine jaune, cardousse; Allemand : Spanische Golddistel, Anglais : golden thistle, Espagnol : cardillo, Italien : cardo scolimo, Parlé algérien (arabo-berbère) : Guernina (ⴳⴻⵔⵏⵉⵏⴰ en tifinagh), Kabyle : Taghdiwth (ⵜⴰⵖⴷⵉⵡⵝ en tifinagh).

## Description
C'est une plante bisannuelle, pouvant atteindre de 30 à 80 cm de haut. La racine principale du type pivotant est assez développée.
Les feuilles très épineuses, à fortes nervures blanches, sont divisées en lobes terminés chacun par une forte épine. Les tiges portent des ailes épineuses en prolongement des feuilles.
La floraison a lieu de juillet à septembre. Les capitules de fleurs jaunes sont entourés de trois bractées assez semblables aux feuilles. L'involucre lui-même est composé de bractées étroites terminées en pointe.
Les fruits, des akènes, sont prolongés par quatre soies.

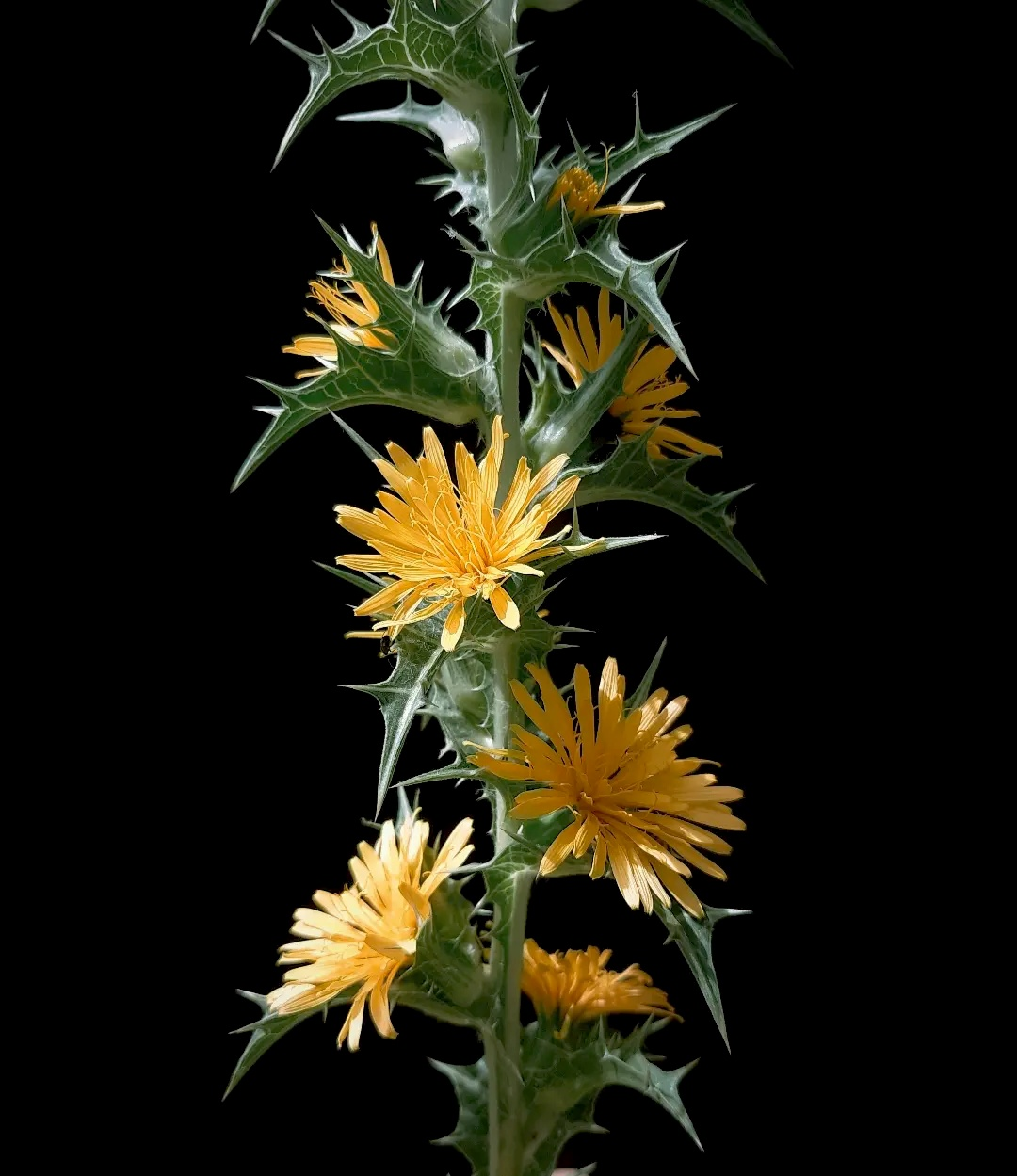
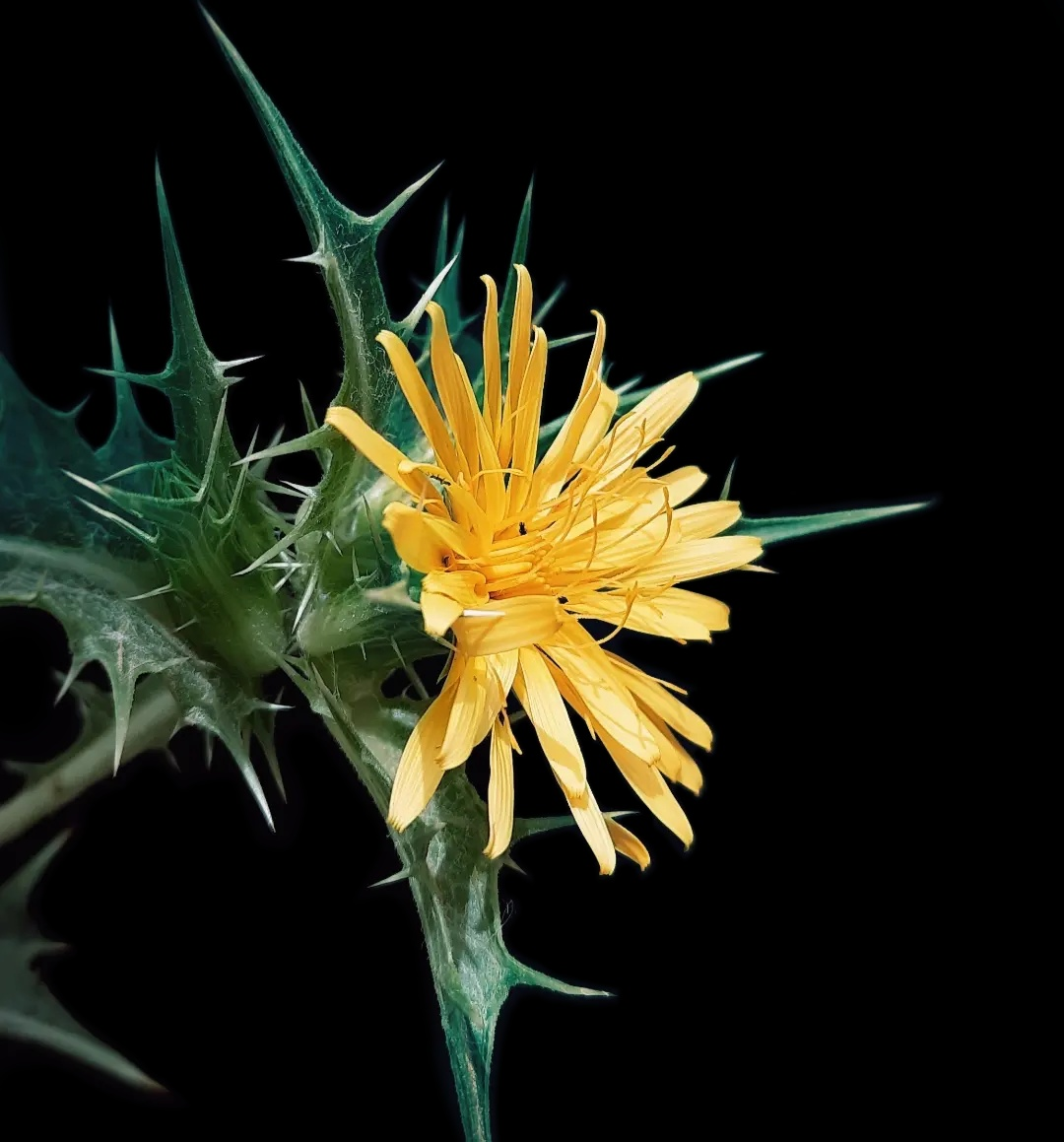
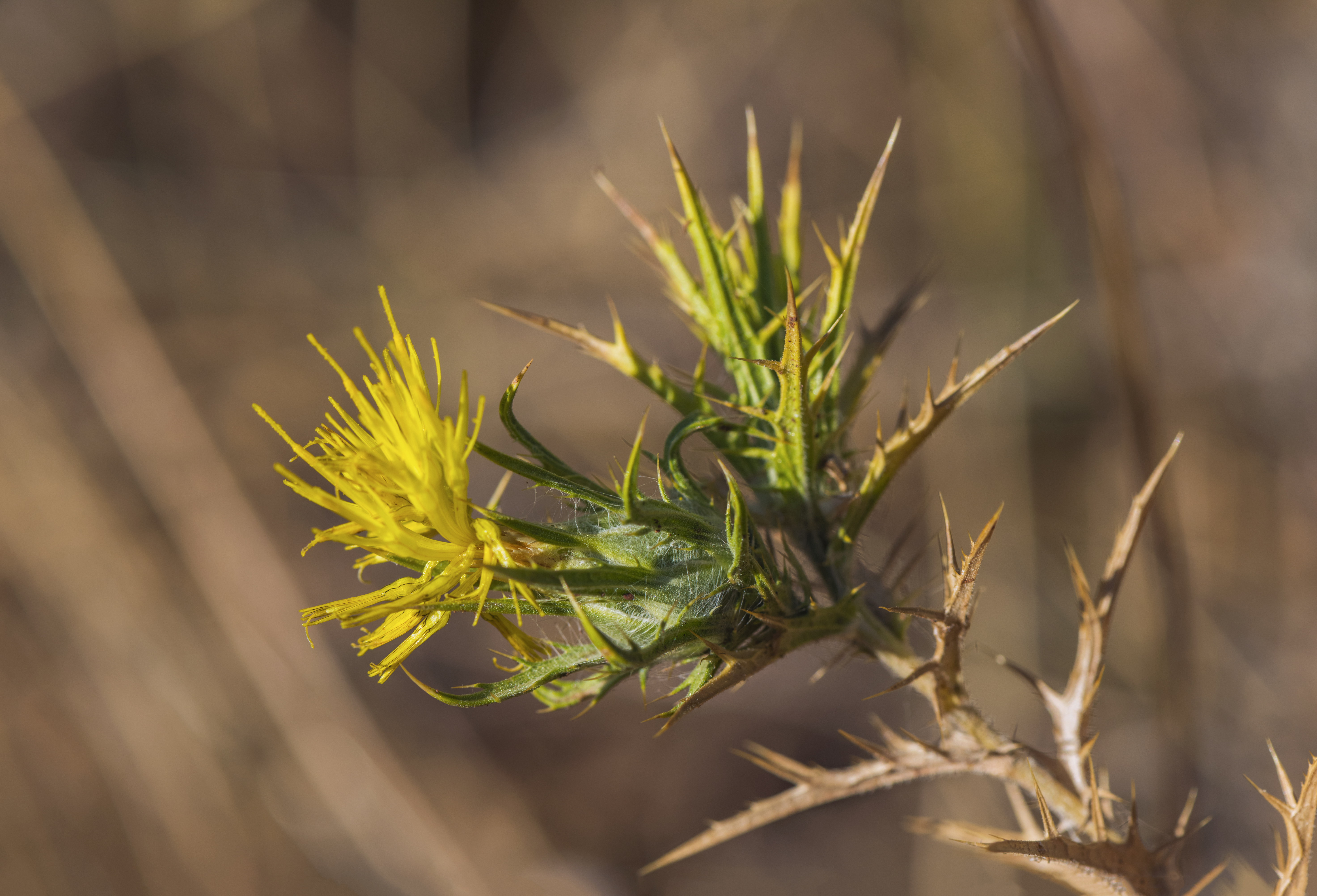
Fleur à Clermont-l'Hérault.
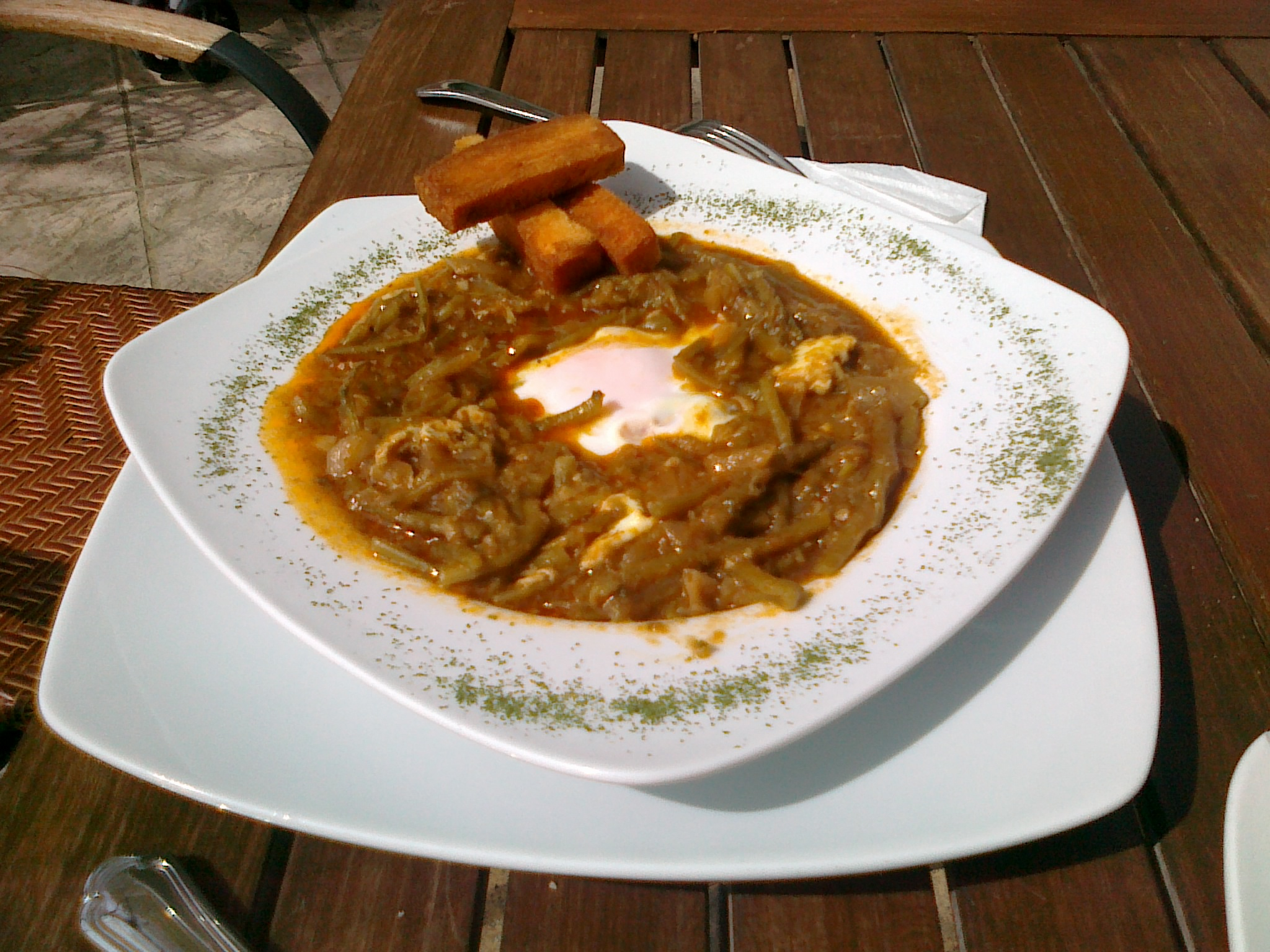
Œufs pochés avec chardon d'Espagne en ragoût.

## Distribution
Cette espèce est originaire principalement des bords de la Méditerranée : Afrique du Nord, du Maroc à l'Égypte, Europe méridionale du Portugal à la Grèce, Europe orientale (Roumanie, Ukraine), Asie occidentale, de Chypre et la Turquie jusqu'à l'Iran.
En France, on la trouve surtout dans la région méditerranéenne et un peu dans le Sud-Ouest.
Elle s'est naturalisée dans de nombreux pays, y compris en Amérique. Aux États-Unis, elle est considérée comme plante envahissante.

## Utilisation
La plante qui contient de l'inuline est comestible : on peut consommer les jeunes pousses en salade et les racines cuites en ragout. En Algérie, on consomme les pétioles ("tiges" de la feuille, ou plus exactement nervure principale) cuits dans le bouillon qui accompagne le couscous.
Elle est souvent considérée comme une Adventice.